# Polystichum aculeatum
Polystic à aiguillons
Espèce
Polystichum aculeatum, appelé Polystic à aiguillons ou Polystic à frondes munies d'aiguillons, est une espèce de fougères de la famille des Dryopteridaceae, originaire d'Europe.
En France, cette espèce est classée « espèce protégée » en Bretagne, en Île-de-France dans le Centre-Val de Loire et en Aquitaine.
Cette plante est parfois cultivée comme plante ornementale.

## Description

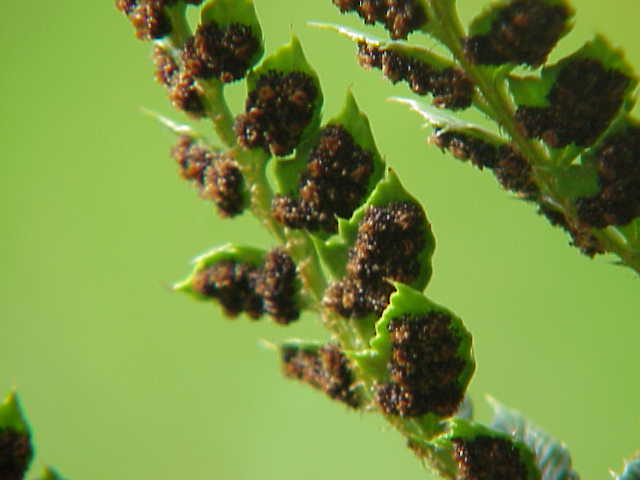
Sores mûrs de Polystichum aculeatum

### Appareil végétatif
Cette fougère vivace à rhizome court possède des frondes bipennées. Chaque penne est falsiforme (en forme de faux) et porte des pinnules crénelés, à la bordure garnie de soies raides. Les pinnules présentent latéralement une petite extension ("auricule"). Le pétiole de la fronde est couvert d'écailles.

### Appareil reproducteur
Les sores sont arrondis, situés de part et d'autre de la nervure des pinnules. Ils sont temporairement protégés par une indusie circulaire, fixée au pinnule par son centre.

## Répartition et habitat
Elle vit dans des zones fraîches telles que pentes ombragées, ou ravins et fossés humides.